# Steve McQueen (singolo)
Steve McQueen è secondo singolo della musicista statunitense Sheryl Crow estratto dal quarto album C'mon C'mon, pubblicato nel 2002 dalla A&M Records.

## Il brano
Questo brano è stato scritto e prodotto da Sheryl Crow e John Shanks.
Ha raggiunto l'88º posto della Billboard Hot 100 negli Stati Uniti, mentre ha raggiunto  il 44º posto nella Official Singles Chart nel Regno Unito. Il brano  è stato premiato nella categoria "Best Female Rock Vocal Performance" ai Grammy Awards 2003.

## Video
Nel video musicale della canzone, diretto da Wayne Isham, appare Sheryl impegnata in gare ed inseguimenti con diversi tipi di veicoli: auto, motocross e auto da corsa. Ricrea così le scene dei film interpretati da Steve McQueen. Alternate a queste ci sono scene in cui suona una Fender Telecaster "Fiesta Red" con la sua band.

## Tracce
CD Maxi singolo 1 UK
1. Steve McQueen (Album Version) – 3:24
2. The Difficult Kind (Live From Abbey Road Studios) – 6:35
3. If It Makes You Happy (Live From Abbey Road Studios) – 3:45
4. Soak Up The Sun (Video) – 3:49

CD Maxi singolo 2 UK
1. Steve McQueen (Album Version) – 3:24
2. If It Makes You Happy (Live From Abbey Road Studios) – 3:45
3. My Favorite Mistake (Live From Abbey Road Studios) – 4:02

## Classifiche
| Classifica (2002)               | Posizione massima |
| ------------------------------- | ----------------- |
| Regno Unito                     | 44                |
| Stati Uniti (Billboard Hot 100) | 88                |